# Yuanshuai

Pagon Marszałka ChRL

Yuanshuai (chiń. 元帥; pinyin yuánshuài) – chiński stopień wojskowy, odpowiadający marszałkowi, dawniej w znaczeniu naczelnego wodza. Występuje także jako tłumaczenie stopni np. w armii brytyjskiej: marszałka polnego armii lądowej, marszałka królewskich sił powietrznych, admirała floty.
Wyższy od niego jest jedynie dayuanshuai (chiń. 大元帅) odpowiadający generalissimusowi.

## Osoby posiadające ten stopień

### Dynastia Song
- Yue Fei

### Republika Chińska
- Czang Kaj-szek

### Chińska Republika Ludowa
- Zhu De
- Peng Dehuai
- Lin Biao
- Liu Bocheng
- He Long
- Chen Yi
- Luo Ronghuan
- Xu Xiangqian
- Nie Rongzhen
- Ye Jianying